# Hideyoshi Toyotomi
Hideyoshi Toyotomi (jap. 豊臣 秀吉 Toyotomi Hideyoshi; ur. 2 lutego 1536 lub 17 marca 1537, zm. 18 września 1598) – japoński przywódca polityczny i militarny z okresu Azuchi-Momoyama. Jedna z najważniejszych postaci w historii tego kraju. Drugi z „trzech zjednoczycieli państwa” – po Nobunadze Odzie a przed Ieyasu Tokugawą).
Wielokrotnie w ciągu życia zmieniał imiona i nazwiska. W dzieciństwie nosił imię Hiyoshi-Maru. Imię Hideyoshi, pod którym przeszedł do historii, przybrał po zawarciu małżeństwa. Od 1573 jego nazwisko brzmiało Hashiba, zaś arystokratyczne nazwisko Toyotomi nadał mu cesarz, gdy był u szczytu władzy.
W 1585 został nominowany regentem (kampaku), a rok później głównym ministrem (dajō-daijin). W 1591 lub 1592 przekazał władzę swemu siostrzeńcowi, Hidetsugu, a dla siebie przyjął tytuł taikō (太閤). Był to tytuł przysługujący byłym regentom. Jako plebejusz nigdy nie nosił tytułu sioguna.

## Służba u Nobunagi Ody
O jego życiu przed 1570 r. wiadomo niewiele. Urodził się w wiosce Nakamura (ówczesna prowincja Owari, dziś zachodnia część prefektury Aichi) jako syn chłopa o nazwisku Yaemon Kinoshita. Ojciec zmarł, gdy chłopiec miał 8 lat. Nosił wówczas imię Tōkichirō. Przeznaczony do klasztoru, w wieku piętnastu lat uciekł z domu i zaciągnął się na służbę u Yukitsuny Matsushity, dowódcy zamku Kunō w Hamamatsu w prowincji Tōtōmi (dziś zachodnia część prefektury Shizuoka), który był wasalem klanu Imagawa. W 1558 r. uciekł od Yukitsuny i wstąpił na służbę u Nobunagi Ody. Dzięki niebywałym zdolnościom przywódczym, szybko stał się jednym z najważniejszych ludzi w obozie człowieka, który zapoczątkował „zjednoczenie” kraju. Wsławił się przede wszystkim walkami z armią klanów Asai i Asakura na północ od prowincji Mino, Takeda na równinie Kantō i Mōri na zachodzie Honsiu.

## Samodzielne rządy (1582–1598)
Po śmierci Nobunagi w 1582 r. pokonał pod Yamazaki wojska Mitsuhide Akechiego. Potem sukcesywnie usuwał z drogi do władzy kolejnych daimyo. W 1584 r. w bitwie pod Shizugatake zwyciężył wojska Katsuie Shibaty, który po przegranej bitwie popełnił samobójstwo. Wkrótce też podbił wszystkie cztery prowincje na Sikoku. W sierpniu cesarz Ōgimachi nadał mu tytuł regenta – kampaku.
Od tego momentu na drodze do kontroli nad całym krajem stały jeszcze dwa bardzo silne klany: Shimazu na Kiusiu i Hōjō w okolicy dzisiejszego Tokio. Pierwszy z nich usunął Hideyoshi w 1585 r. Jego licząca 120 tys. armia zmusiła Shimazu do podporządkowania się i wycofania do trzech prowincji: Satsuma, Osumi i Hyūga. Większą część ziem nadał swoim generałom, co było jego wypróbowaną strategią na pacyfikowanie zdobytych terenów.
Ziemie klanu Hōjō zostały podbite dopiero w 1590 r. W sierpniu tego samego roku daimyō ostatniego z niezależnych rodów popełnił samobójstwo w zamku Odawara obleganym przez wojska Ieyasu Tokugawy, który walczył u boku Hideyoshiego w zamian za nadanie prowincji Mikawa i Tōtomi. Od tej chwili Toyotomi przez swych wasali sprawował władzę nad całą ówczesną Japonią.
Po 1590 r. Hideyoshi był zaprzątnięty kolejnymi podbojami. Ponoć pod koniec życia stał się niesamowicie pyszny i chciał sobie zapewnić boską cześć. Rozpoczął wojnę z Koreą, planując następnie podbój Chin. Jedna z teorii głosi, że wysyłając wojska feudalnych władców (daimyō) na kontynent, chciał osłabić wewnętrzną opozycję.
Początkowo najeźdźcy odnosili wielkie sukcesy. W maju Japończycy zajęli Seul, w czerwcu – Pjongjang. Z czasem jednak wojna zaczęła się przeciągać, a wojska japońskie – wycofywać się. Szczególnie dokuczał brak kontaktu z Japonią, odcięty przez koreańską flotę pod dowództwem admirała Yi Sun-sina. Swoje wojska do Korei wprowadziła także dynastia Ming, poproszona o pomoc przez Koreę, co zmusiło Hideyoshiego latem 1591 r. do negocjowania zawieszenia broni. Ponoć domagał się od Chińczyków cesarskiej córki za żonę. Ostatecznie zachował niewielkie tereny na południowym krańcu półwyspu.
Kolejna próba podboju Korei zakończyła się poniżającą klęską japońskiej floty pod Myeongnyang, gdzie 16 okrętów obrońców dało sobie radę ze 133 jednostkami Toyotomiego.
Ostatnie lata jego życia upłynęły na próbach zapewnienia bezpiecznej przyszłości swojemu narodzonemu w 1593 r. synowi, Hideyoriemu. Mimo utworzenia w 1598 r. Rady Regencyjnej, składającej się z pięciu najpotężniejszych ludzi w kraju – Ieyasu Tokugawy, Toshi’ie Maedy, Terumoto Mōriego, Hideie Ukity, Kagekatsu Uesugiego – po śmierci taikō rozpoczęła się ostatnia wojna domowa okresu Sengoku, w której Hideyori zginął, a władzę przejął Ieyasu Tokugawa, założyciel dynastii siogunów, która rządziła krajem do przewrotu znanego jako restauracją Meiji w 1868 r.
Został uznany za kami, poświęcona jest mu świątynia w Kioto, Toyokuni-jinja. Obok niej znajduje się Mimizuka, kopiec grobowy zawierający ponad 38 tys. nosów obciętych zabitym Koreańczykom przez wojska japońskie.

## Reformy Toyotomiego
Poza toczeniem zwycięskich wojen, Toyotomi zapisał się w historii jako wielki reformator. Nałożył między innymi na daimyō podatek zależny nie od powierzchni ziemi uprawnej, ale od rocznej wartości plonów mierzonych ilością koku (ok. 180 l) ryżu. Stale prowadzono też akcję rozbrajania chłopów i mnichów – od tej pory broń mogli posiadać jedynie samuraje (wielkie polowanie na miecze). Jego edykty tworzyły bariery, które bardzo utrudniały przejście z klasy np. kupców do samurajów. Odbieranie ziemi wrogom i nadawanie wiernym wasalom miało służyć utrzymaniu supremacji i stabilizacji politycznej kraju. Znany ze swojego zamiłowania do herbaty upowszechnił ceremoniał picia herbaty, objeżdżając kraj z przenośnym pawilonem herbacianym nakrytym złotym liściem.

## Stosunek do chrześcijaństwa
Toyotomi, który podobnie jak Nobunaga zwalczał wpływy wielkich klasztorów buddyjskich, początkowo był przychylny chrześcijanom, jednak w czasie kampanii na Kiusiu w 18 czerwca 1587 jego stosunek zmienił się radykalnie. Wydał edykt, który zobowiązywał obcych misjonarzy do opuszczenia Japonii w ciągu 6 miesięcy. Dzień później wydał dekret, który pod karą śmierci zobowiązywał ich do wyjazdu w ciągu 20 dni. Edykty zabraniały także sprzedaży Japończyków w niewolę, zabijania koni i bawołów oraz spożywania ich mięsa, co utożsamiano z praktykami Europejczyków. Drugi edykt zabraniał przymuszania do przyjmowania chrześcijaństwa. Przez dłuższy czas wydane zakazy nie były skutecznie egzekwowane. Na rok przed śmiercią Hideyoshi nakazał uwięzić i torturować kilku misjonarzy hiszpańskich, portugalskich oraz nawróconych Japończyków. 26 męczenników z Nagasaki, gdzie ich ukrzyżowano, od roku 1969 wymienianych jest w katolickiej litanii do Wszystkich Świętych.